# Desideri
Desideri è un film erotico del 1989 diretto dal regista Michael Cardoso (alias Bruno Mattei).

## Trama
Jessica è una ragazza americana giunta a Venezia per partecipare ad un concorso musicale come pianista. A causa di una coincidenza aerea arriva, però, in ritardo all'appuntamento presso l'istituto di musica dove si tiene il concorso. Disperata per l'accaduto, si fa ricevere dal direttore, Alvise, un uomo dal fascino misterioso, che la fa riammettere e con il quale inizia una relazione appassionata. Sulla strada di Jessica ricompare spesso Luca Renosto, un ragazzo che studia ingegneria e nello stesso tempo lavora per mantenersi, che ha incontrato e che l'ha aiutata al suo arrivo in aeroporto. Anche il giovane si innamora di lei. La relazione tra la ragazza e Alvise si fa sempre più intensa e l'uomo sempre più misterioso. Jessica, convinta di amarlo, lo affronta per capire i motivi del suo comportamento e questi le rivela di essere stato l'amante offeso e ridicolizzato dalla madre di lei anni prima e di aver voluto vendicarsi di ciò attraverso di lei. La ragazza delusa, abbandona tutto e si prepara per rientrare in America. Passa prima, però, a salutare un'ultima volta Luca, che riesce a convincerla a non mollare, a continuare a perseguire i suoi sogni e la sua passione per la musica. Alvise, nel frattempo, si ripresenta e dichiara il suo amore a Jessica, che lo respinge e capisce di amare Luca.